# Oliarus sumbensis
Oliarus sumbensis är en insektsart som beskrevs av Victor Lallemand och Synave 1953. Oliarus sumbensis ingår i släktet Oliarus och familjen kilstritar. Inga underarter finns listade i Catalogue of Life.